# Ronnie Van Zant
Ronald Wayne Van Zant, detto Ronnie (Jacksonville, 15 gennaio 1948 – Contea di Amite, 20 ottobre 1977), è stato un cantante statunitense.
Cantante, nonché fondatore del gruppo Lynyrd Skynyrd, fin dalla fondazione dei Lynyrd Skynyrd, avvenuta nel 1964, Ronnie ha sempre svolto un ruolo chiave fungendo da frontman, cantante solista e paroliere per il gruppo.

## Biografia

### Infanzia
Gli interessi di Van Zant furono molteplici, prima di avvicinarsi al mondo della musica. Praticò la boxe a livello semi-professionistico e tentò anche di diventare un pilota automobilistico e giocatore di baseball. Decise di intraprendere la carriera musicale anche a seguito di un concerto dei Rolling Stones a cui assistette da giovane.

### La nascita dei Lynyrd Skynyrd
Van Zant, in compagnia di Allen Collins, chitarra, Gary Rossington, chitarra, Larry Junstrom, basso, e Bob Burns, batteria, nell'estate del 1964 fonda il gruppo dei Lynyrd Skynyrd. La sigla è una sarcastica storpiatura del nome di un insegnante di ginnastica, Leonard Skinner, comune ai cinque componenti della band, frequentatori della stessa scuola; l'autoritario professore era contrario ai ragazzi che si presentavano con i capelli lunghi.
Il gruppo iniziò ad acquisire fama a livello nazionale con l'uscita nel 1973 dell'album di debutto (Pronounced 'Lĕh-'nérd 'Skin-'nérd), contenente brani celebri quali Simple Man e l'inno Free Bird, dedicato alla memoria di Duane Allman della The Allman Brothers Band.
Il brano di maggior successo dei Lynyrd Skynyrd fu Sweet Home Alabama incluso nell'album Second Helping del 1974. La canzone era una risposta ai brani di Neil Young Alabama e Southern Man, fortemente accusatori nei confronti della gente del Sud degli Stati Uniti.

### La morte
Van Zant morì il 20 ottobre 1977 in un incidente aereo mentre era a bordo di un aereo che trasportava il gruppo da Greenville, in Carolina del Sud, a Baton Rouge, in Louisiana. L'aereo precipitò sbalzando Van Zant fuori dal finestrino del velivolo, il quale morì per le ferite subite. Subentrò alla guida del gruppo suo fratello minore Johnny, che è da allora la voce degli Skynyrd.

## Vita privata
Van Zant ha sposato Nadine Inscoe nel 1967. La coppia ebbe una figlia, Tammy, poco prima che divorziasse nel 1969; Tammy sarebbe diventata una musicista. Ronnie si sposò una seconda volta con Judy Seymour nel 1972. I due ebbero una figlia, Melody, nata nel 1976, e rimasero sposati fino alla sua morte nel 1977.
Van Zant era un appassionato di pesca. Gli piaceva inoltre il baseball ed era un fan dei New York Yankees.

## Stile musicale
Ronnie era tra i maggiori esponenti del cosiddetto southern rock, genere che fonde la musica country e il rock.
Come paroliere egli affrontò una lunga serie di tematiche tra le quali temi sociali (riguardanti il secondo emendamento, la segregazione razziale e molti altri), la religione e le storie d’amore.